# Wendy Williams (Darstellerin)

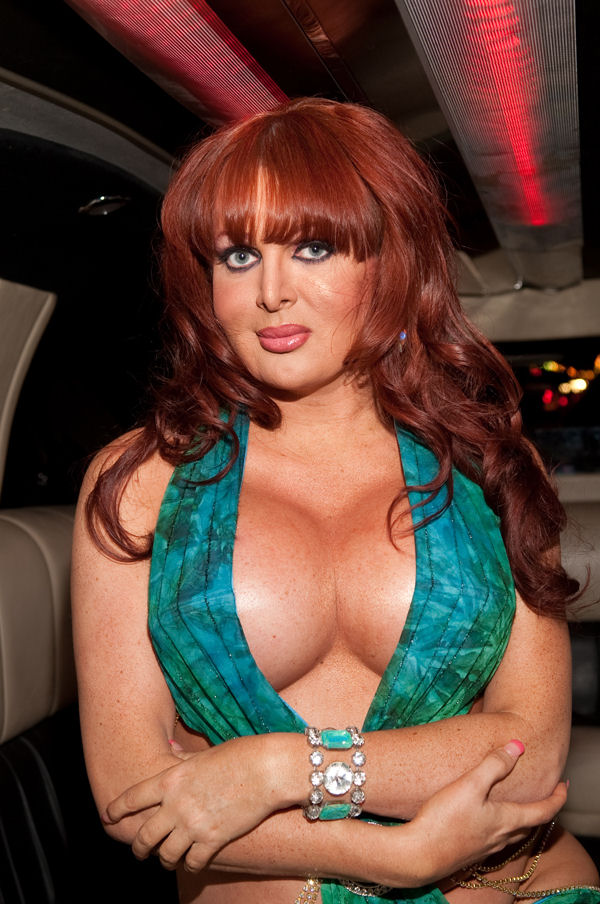
Wendy Williams

Wendy Williams (* 3. Mai 1974 in Pikeville, Vereinigte Staaten) ist eine amerikanische Pornodarstellerin.

## Leben
Williams wurde 1974 in Pikeville geboren. Im Alter von 11 zog sie  aufgrund von innerfamiliären Problemen zu ihrer Urgroßmutter. Sie besuchte die Eastern Kentucky University im Fach Communications und schloss 1997 erfolgreich ab.
Bei einem Shooting in Fort Lauderdale lernte sie Joanna Jet kennen, mit der sie als Assistentin nach Los Angeles ging. Seit 2002 arbeitet sie Vollzeit als Transgenderdarstellerin in der Pornoindustrie. Als Darstellerin wirkte sie in über 80 Szenen mit, als Regisseurin in mehr als 15. Sie wurde mehrfach für den AVN Award und andere Auszeichnungen der Branche  nominiert und konnte einige gewinnen.

## Auszeichnungen
- 2009: AVN Award als Transsexual Performer of the Year[3]
- 2009: Transgender Erotica Award für Best Solo Website
- 2010: XBIZ Award als Transsexual Performer of the Year
- 2012: Urban X  Award als Transsexual Interracial Performer of the Year
- 2014: AVN – Hall of Fame